# Battistero di Bergamo
Il battistero di Bergamo è l'edificio destinato al rito battesimale, realizzato nel XIV secolo da Giovanni da Campione, e conservato dal 1900 sulla piazza del Duomo di Bergamo, di fronte alla basilica di Sant'Alessandro.

## Storia
Fin dal X secolo a Bergamo vi erano presenti più chiese, tra queste una  intitolata a san Vincenzo, residenza vescovile, istituita dal vescovo Adalberto e la chiesa di Santa Maria Vetus destinata a essere la chiesa battesimale.
Difficile ricostruire dove fosse collocata la primitiva vasca battesimale, scavi e ricerche eseguiti negli ultimi anni del Novecento presso il Tempietto di Santa Croce, hanno ridato luce a quella che era la fontana di Antescolis addossata alla basilica mariana di forma trilobata e che presenta due aperture, forse il primo fonte battesimale. Si deve considerare che entrambe le chiese, come tutto l'urbano, erano poste a un livello inferiore a quello attuale.
Nel 1340 fu incaricato per la realizzazione di un battistero Giovanni da Campione per la basilica di Santa Maria Maggiore. Terminò nel 1342. Non vi è certezza sulla sua esatta collocazione, presumibilmente era posizionato dove si trova il Monumento funebre al cardinale Guglielmo Longhi, sul lato sinistro della navata, di fronte all'antico altare dedicato a san Giuseppe, poi rimosso. Il passaggio collegante con l'aula picta che fu coperto da un arazzo, e la bifora murata, sembrano confermare questa considerazione, sarebbe stata la stanza di attesa al passaggio per i diaconi e il clero durante i riti del sabato santo. Vi era inoltre la vicinanza con l'acquedotto e la fontana di Antescolis quindi l'acqua indispensabile per le celebrazioni battesimali.
Nel 1449 la chiesa mariana fu affidata alla Congregazione della Misericordia Maggiore allontanandola dalla giurisdizione del vescovo, diventò così difficile svolgere le funzioni pasquali nella basilica per il capitolo della chiesa di Sant'Alessandro. Nel 1613 iniziò una ricollocazione di alcune parti del battistero che non fu di facile risoluzione. 
L'opera fu smantellata e smembrata e alcune parti poste per modum provisionis nella Capella a basso d a il scurolo che ha la ferata... ma non era certo la locazione più consona per le funzioni battesimali. La vasca battesimale fu quindi collocata sulla controfacciata della basilica, locazione che mantenne dal 1635 al 1691, per poi essere posta nella seconda cappella di sinistra dedicata a san Giovanni ma mancante di molte parti originarie. Quando nel Duomo si edificò la cappella del Crocifisso, il battistero fu riprogettato per essere posto nel cortile della canonica su progetto di Raffaele Dalpino.

Fu solo nel 1897 che si decise la definitiva sistemazione con una rivisitazione architettonica per opera di Virginio Muzio e nel 1900 il battistero fu terminato e messo sulla piazza del Duomo di fronte al duomo di Bergamo.

## Descrizione

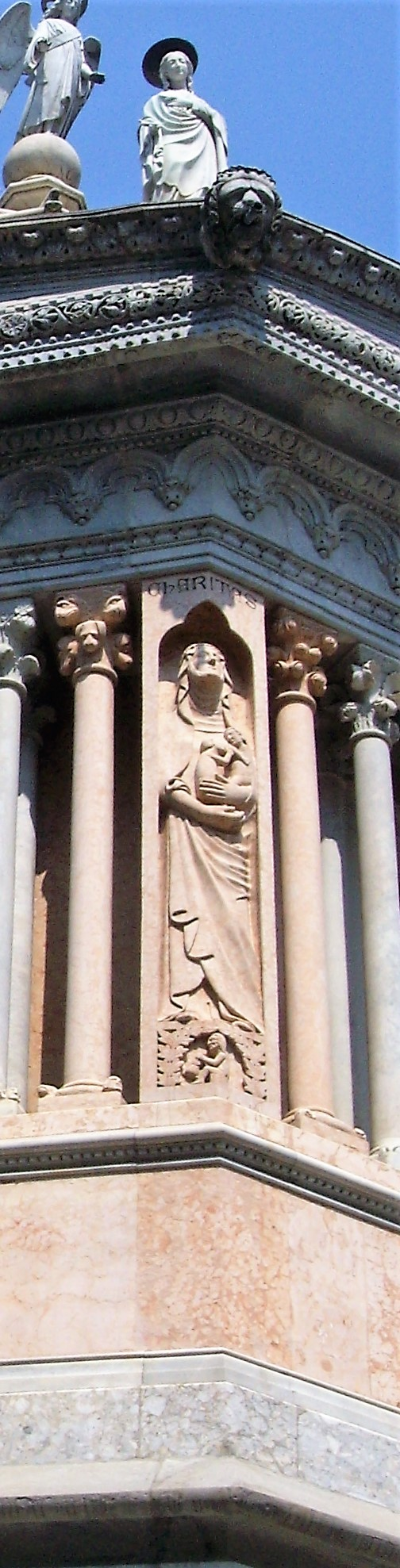
Particolare esterno- La Carità che allatta due bambini e sotto l'avidità

(1536 -Prè Zuanne di san Foca)
(1575 - san Carlo Borromeo)
(1596 - Giovanni Da Lezze)

### Esterno
Il battistero realizzato nel 1340 da Giovanni da Campione, presentava molte diversità da quello presente in piazza Duomo. La descrizione fatta da Giovanni Da Lezze, e l'incisione opera di Simone Duello pubblicata dal Calvi e in seguito, da Mario Lupo permettono di averne una chiara visione.

Il battistero, racchiuso nella cancellata ottocentesca, è a pianta ottagonale, sopra il basamento di marmo scuro del seicento vi è il trecentesco giro di colonnine in marmo rosso di Verona e rosso di Musso opera del campionese. Il numero otto per la simbologia biblica è segno di pienezza, il compimento dell'unità, e il simbolo della Grazia, il giorno dopo la creazione, nonché l'attavo giorno fu anche quello della circoncisione di Gesù, ritenuto quindi idoneo per gli edifici destinate al battesimo.
Del rifacimento ottocentesco per opera del Dalpino rimangono all'esterno le otto statue delle Beatitudini che si trovano sopra il cornicione dove poggia la cuspide, l'angelo posto sulla lanterna e la vasca battesimale visibilmente ottocentesca. Il Muzio in seguito completò l'edificio aggiungendo le cornici e le colonnine, il portale è trecentesco ma non faceva parte dell'edificio originario.
Esternamente, in colore rosso, nelle nicchie degli angoli dell'ottagono, vi sono, raffigurate otto figure femminili allungate, le rappresentazioni delle virtù cardinali e teologali con le contrapposizioni dei vizi, stupendi lavori trecenteschi sempre del campionesi.
Le  sculture raffiguranti le virtù della facciata esterna, sono visibilmente differenti da quelle del 1300, non solo per il materiale ma per la loro plasticità, mentre le statue del Campionesi hanno la durezza d'espressione di sicura derivazione nordica, ma l'intensità della simbologia di un'arte che doveva non solo raffigurare ma parlare.

### Interno
L'interno è ricco di simbologiaː la pavimentazione di marmo a due colori che converge verso il fonte battesimale simboleggia le onde del Giordano. La statua di san Giovanni Battista già presente nell'opera primaria, compie con la destra il gesto di versare l'acqua, mentre con la sinistra mostra la patena raffigurante l'agnello trafitto da una croce ma vivo, indicando il martirio e la resurrezione di Cristo. Una cupola con lucernario è il soffitto della cappella, la colomba in alto a simbologia dello Spirito Santo.

Sulle paresi vi sono gli otto stupendi bassorilievi opera di Giovanni da Campione che raccontano la vita di Gesù poste su di un unico registro da sinistra a destra: l'Annunciazione, la Natività, la Presentazione al Tempio, il Battesimo, la Cattura e la Condanna. la Crocifissione, la Deposizione, Resurrezione e Ascensione. Un ulteriore bassorilievo è posto nella parte inferiore: cattura di Cristo e san Pietro che taglia l'orecchio inserito in una cornice con decorazioni a foglie ricurve tipiche dell'opera dei campionesi. La raffigurazione presenta una scena molto concitata, con il sovrapporsi dei personaggi tanto da non lasciare alcun spazio libero. Raffigurazione tipicamente gotica senza alcune prospettiva e profondità. Due sono i punti focali dell'opera, lo scettro di Erode sulla destra e il volto di Cristo sulla sinistra. L'opera molto dinamica e vivace presenta caratteristiche avori gotici francesi.
Sugli spigoli vi sono le statue rappresentati i sacramenti.